# Rally dell'Acropoli 2002

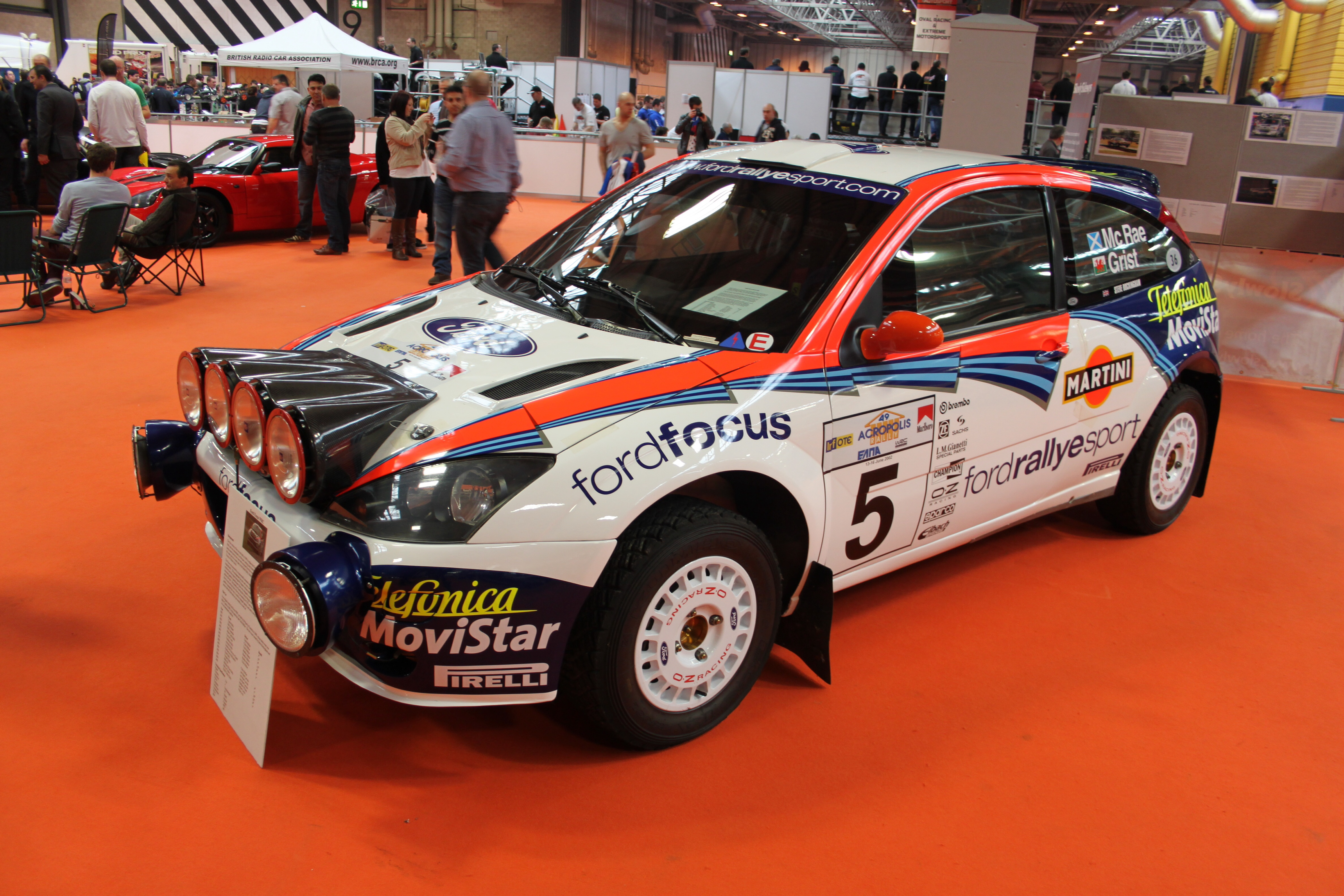
La Ford Focus RS WRC 02 con la quale McRae e Grist hanno vinto l'Acropoli 2002

Il Rally dell'Acropoli 2002, ufficialmente denominato 49th Acropolis Rally, è stata la settima tappa del campionato del mondo rally 2002 nonché la quarantanovesima edizione del Rally dell'Acropoli e la ventottesima con valenza mondiale. La manifestazione si è svolta dal 14 al 16 giugno sugli sterrati rocciosi che attraversano la zona montuosa della Grecia Centrale a nord della cittadina costiera di Itea, base designata per il rally, mentre il parco assistenza venne allestito nella località di Lilea-Parnassos, nei pressi del comune di Amfissa; la cerimonia di partenza si tenne come di consueto nel cuore della capitale Atene.
L'evento è stato vinto dal britannico Colin McRae, navigato dal connazionale Nicky Grist, al volante di una Ford Focus WRC 02 della squadra Ford Rallye Sport, davanti alla coppia finlandese formata da Marcus Grönholm e Timo Rautiainen, sulla nuova evoluzione della Peugeot 206 WRC del team Peugeot Total, e all'equipaggio spagnolo composto da Carlos Sainz e Luis Moya, compagni di squadra dei vincitori.
In Grecia si disputava anche la seconda tappa del campionato Junior WRC, che ha visto vincere l'equipaggio finlandese costituito da Janne Tuohino e Petri Vihavainen su Citroën Saxo S1600, i quali si classificarono inoltre al 19º posto della graduatoria generale.

## Dati della prova
| Denominazione ufficiale             | Acropolis Rally                                                         |
| Edizione N°                         | 49                                                                      |
| Tappa N°                            | 7 di 14                                                                 |
| Data manifestazione                 | da venerdì 14/06/2002 a domenica 16/06/2002                             |
| Sede ospitante                      | Itea (Focide, Grecia Centrale)                                          |
| Sede parco assistenza               | Lilea-Parnassos (Focide, Grecia Centrale)                               |
| Superficie                          | Terra                                                                   |
| Iscritti                            | 89                                                                      |
| Partiti                             | 84                                                                      |
| Arrivati                            | 35 (41,7%)                                                              |
| Prove speciali previste             | 16                                                                      |
| Prove speciali disputate            | 15 (1 cancellata)                                                       |
| Prova più breve                     | 17,34 km (PS10 e PS16: Mendenitsa)                                      |
| Prova più lunga                     | 37,16 km (PS9 e PS15: Elatia)                                           |
| Prova più lenta                     | velocità media di 73,37 km/h (PS8: Drosohori 1)                         |
| Prova più veloce                    | velocità media di 102,35 km/h (PS11: Bauxites 2)                        |
| Lunghezza prove speciali previste   | 391,50 km                                                               |
| Lunghezza prove speciali disputate  | 374,16 km (31,7% della distanza totale effettiva - cancellati 17,34 km) |
| Lunghezza complessiva trasferimenti | 806,35 km                                                               |
| Distanza totale effettiva           | 1180,51 km                                                              |

## Itinerario
| Frazione            | Prova  | Ora                                   | Nome                                  | Lunghezza | Totale    |
| ------------------- | ------ | ------------------------------------- | ------------------------------------- | --------- | --------- |
| Frazione 1 (14 giu) |        | 08:00                                 | Assistenza – Lilea-Parnassos (20 min) | –         | 136,35 km |
| Frazione 1 (14 giu) | PS1    | 09:07                                 | Pavliani 1                            | 24,45 km  | 136,35 km |
| Frazione 1 (14 giu) | PS2    | 10:40                                 | Karoutes 1                            | 18,89 km  | 136,35 km |
| Frazione 1 (14 giu) |        | 11:45                                 | Assistenza – Lilea-Parnassos (20 min) | –         | 136,35 km |
| Frazione 1 (14 giu) | PS3    | 12:36                                 | Paleohori                             | 20,52 km  | 136,35 km |
| Frazione 1 (14 giu) | PS4    | 13:29                                 | Rengini                               | 25,04 km  | 136,35 km |
| Frazione 1 (14 giu) |        | 14:54                                 | Assistenza – Lilea-Parnassos (20 min) | –         | 136,35 km |
| Frazione 1 (14 giu) | PS5    | 15:52                                 | Inohori 1                             | 23,00 km  | 136,35 km |
| Frazione 1 (14 giu) | PS6    | 16:40                                 | Pavliani 2                            | 24,45 km  | 136,35 km |
| Frazione 1 (14 giu) |        | 18:00                                 | Assistenza – Lilea-Parnassos (45 min) | –         | 136,35 km |
|                     |        |                                       |                                       |           |           |
| Frazione 2 (15 giu) |        |                                       |                                       |           |           |
|                     | 07:15  | Assistenza – Lilea-Parnassos (45 min) | –                                     | 158,76 km |           |
| PS7                 | 08:35  | Bauxites 1                            | 23,45 km                              | 158,76 km |           |
| PS8                 | 09:58  | Drosohori 1                           | 28,68 km                              | 158,76 km |           |
|                     | 10:43  | Assistenza – Lilea-Parnassos (20 min) | –                                     | 158,76 km |           |
| PS9                 | 11:56  | Elatia 1                              | 37,16 km                              | 158,76 km |           |
| PS10                | 13:09  | Mendenitsa 1                          | 17,34 km                              | 158,76 km |           |
|                     | 14:14  | Assistenza – Lilea-Parnassos (20 min) | –                                     | 158,76 km |           |
| PS11                | 15:34  | Bauxites 2                            | 23,45 km                              | 158,76 km |           |
| PS12                | 16:57  | Drosohori 2                           | 28,68 km                              | 158,76 km |           |
|                     | 17:42  | Assistenza – Lilea-Parnassos (45 min) | –                                     | 158,76 km |           |
|                     |        |                                       |                                       |           |           |
| Frazione 3 (16 giu) |        | 08:00                                 | Assistenza – Lilea-Parnassos (20 min) | –         | 96,39 km  |
| Frazione 3 (16 giu) | PS13   | 08:58                                 | Inohori 2                             | 23,00 km  | 96,39 km  |
| Frazione 3 (16 giu) | PS14   | 10:16                                 | Karoutes 2                            | 18,89 km  | 96,39 km  |
| Frazione 3 (16 giu) |        | 11:36                                 | Assistenza – Lilea-Parnassos (20 min) | –         | 96,39 km  |
| Frazione 3 (16 giu) | PS15   | 12:49                                 | Elatia 2                              | 37,16 km  | 96,39 km  |
| Frazione 3 (16 giu) | PS16   | 14:02                                 | Mendenitsa 2                          | 17,34 km  | 96,39 km  |
| Frazione 3 (16 giu) |        | 14:52                                 | Assistenza – Lilea-Parnassos (20 min) | –         | 96,39 km  |
| Totale              | Totale | Totale                                | Totale                                | Totale    | 391,50 km |

## Risultati

### Classifica
| Pos.                         | Nº       | Pilota            | Co-pilota            | Auto                   | Squadra             | Classe    | Tempo     | Distacco | Punti    |
| Generale                     | Generale | Generale          | Generale             | Generale               | Generale            | Generale  | Generale  | Generale | Generale |
| ---------------------------- | -------- | ----------------- | -------------------- | ---------------------- | ------------------- | --------- | --------- | -------- | -------- |
| 1.                           | 5        | Colin McRae       | Nicky Grist          | Ford Focus RS WRC 02   | Ford Rallye Sport   | WRC       | 4h27'43"8 | –        | 10       |
| 2.                           | 2        | Marcus Grönholm   | Timo Rautiainen      | Peugeot 206 WRC (2002) | Peugeot Total       | WRC       | 4h28'08"3 | +24"5    | 6        |
| 3.                           | 4        | Carlos Sainz      | Luis Moya            | Ford Focus RS WRC 02   | Ford Rallye Sport   | WRC       | 4h29'29"4 | +1'45"6  | 4        |
| 4.                           | 3        | Harri Rovanperä   | Risto Pietiläinen    | Peugeot 206 WRC (2002) | Peugeot Total       | WRC       | 4h29'41"4 | +1'57"6  | 3        |
| 5.                           | 11       | Petter Solberg    | Phil Mills           | Subaru Impreza WRC2002 | 555 Subaru WRT      | WRC       | 4h29'42"4 | +1'58"6  | 2        |
| 6.                           | 6        | Markko Märtin     | Michael Park         | Ford Focus RS WRC 02   | Ford Rallye Sport   | WRC       | 4h30'23"9 | +2'40"1  | 1        |
| 7.                           | 21       | Sébastien Loeb    | Daniel Elena         | Citroën Xsara WRC      | Automobiles Citroën | WRC       | 4h31'29"6 | +3'45"8  | -        |
| 8.                           | 20       | Thomas Rådström   | Denis Giraudet       | Citroën Xsara WRC      | Automobiles Citroën | WRC       | 4h32'52"5 | +5'08"7  | -        |
| 9.                           | 17       | Armin Schwarz     | Manfred Hiemer       | Hyundai Accent WRC3    | Hyundai Castrol WRT | WRC       | 4h33'24"8 | +5'41"0  | -        |
| 10.                          | 15       | Toni Gardemeister | Paavo Lukander       | Škoda Octavia WRC Evo2 | Škoda Motorsport    | WRC       | 4h35'01"2 | +7'17"4  | -        |
| Campionato piloti Junior WRC |          |                   |                      |                        |                     |           |           |          |          |
| 1. (19.)                     | 62       | Janne Tuohino     | Petri Vihavainen     | Citroën Saxo S1600     | -                   | A6 / JWRC | 5h04'27"8 | –        | 10       |
| 2. (20.)                     | 51       | Andrea Dallavilla | Giovanni Bernacchini | Citroën Saxo S1600     | -                   | A6 / JWRC | 5h05'51"1 | +1'23"3  | 6        |
| 3. (21.)                     | 60       | Nicola Caldani    | Dario D'Esposito     | Fiat Punto S1600       | -                   | A6 / JWRC | 5h07'13"7 | +2'45"9  | 4        |
| 4. (23.)                     | 65       | Dani Solà         | Álex Romaní          | Citroën Saxo S1600     | -                   | A6 / JWRC | 5h08'08"5 | +3'40"7  | 3        |
| 5. (24.)                     | 63       | Martin Rowe       | Chris Wood           | Ford Puma S1600        | -                   | A6 / JWRC | 5h09'50"8 | +5'23"0  | 2        |
| 6. (30.)                     | 76       | Alexander Foss    | Cato Menkerud        | Ford Puma S1600        | -                   | A6 / JWRC | 5h38'40"2 | +34'12"4 | 1        |

| Principali ritiri | Principali ritiri | Principali ritiri | Principali ritiri | Principali ritiri      | Principali ritiri            | Principali ritiri | Principali ritiri | Principali ritiri |
| PS                | Nº                | Pilota            | Co-pilota         | Auto                   | Squadra                      | Classe            | Causa             | Pos.              |
| ----------------- | ----------------- | ----------------- | ----------------- | ---------------------- | ---------------------------- | ----------------- | ----------------- | ----------------- |
| PS 6              | 10                | Tommi Mäkinen     | Kaj Lindström     | Subaru Impreza WRC2002 | 555 Subaru WRT               | WRC               | Ruota persa       | 11º               |
| PS 8              | 17                | Juha Kankkunen    | Juha Repo         | Hyundai Accent WRC3    | Hyundai Castrol WRT          | WRC               | Sospensione       | 17º               |
| PS 13             | 1                 | Richard Burns     | Robert Reid       | Peugeot 206 WRC (2002) | Peugeot Total                | WRC               | Ruota persa       | 2º                |
| PS 13             | 8                 | Alister McRae     | David Senior      | Mitsubishi Lancer WRC  | Marlboro Mitsubishi Ralliart | WRC               | Sterzo            | 13º               |
| PS 14             | 11                | Freddy Loix       | Sven Smeets       | Hyundai Accent WRC3    | Hyundai Castrol WRT          | WRC               | Motore            | 4º                |
| PS 14             | 23                | Gilles Panizzi    | Hervé Panizzi     | Peugeot 206 WRC        | Bozian Racing                | WRC               | Trasmissione      | 11º               |

Legenda
| Icona | Classe                                                                                  |
| ----- | --------------------------------------------------------------------------------------- |
| WRC   | Equipaggio di classe A8 che può conquistare punti per il campionato costruttori WRC     |
| WRC   | Equipaggio di classe A8 che non può conquistare punti per il campionato costruttori WRC |
| PWRC  | Equipaggio registrato al campionato PWRC                                                |
| JWRC  | Equipaggio registrato al campionato Junior WRC                                          |
|       | Ulteriori classificazioni                                                               |

### Prove speciali
| Frazione            | Prova | Ora   | Nome         | Lunghezza | Vincitori                         | Tempo            | Velocità media   | Leader del rally           |
| ------------------- | ----- | ----- | ------------ | --------- | --------------------------------- | ---------------- | ---------------- | -------------------------- |
| Frazione 1 (14 giu) | PS1   | 09:07 | Pavliani 1   | 24,45 km  | Markko Märtin Michael Park        | 19'32"1          | 75,10 km/h       | Markko Märtin Michael Park |
| Frazione 1 (14 giu) | PS2   | 10:40 | Karoutes 1   | 18,89 km  | Thomas Rådström Denis Giraudet    | 11'56"5          | 94,91 km/h       | Markko Märtin Michael Park |
| Frazione 1 (14 giu) | PS3   | 12:36 | Paleohori    | 20,52 km  | Freddy Loix Sven Smeets           | 13'54"9          | 88,48 km/h       | Markko Märtin Michael Park |
| Frazione 1 (14 giu) | PS4   | 13:29 | Rengini      | 25,04 km  | Markko Märtin Michael Park        | 19'38"1          | 76,52 km/h       | Markko Märtin Michael Park |
| Frazione 1 (14 giu) | PS5   | 15:52 | Inohori 1    | 23,00 km  | Markko Märtin Michael Park        | 18'04"8          | 76,33 km/h       | Markko Märtin Michael Park |
| Frazione 1 (14 giu) | PS6   | 16:40 | Pavliani 2   | 24,45 km  | Petter Solberg Phil Mills         | 19'37"4          | 74,76 km/h       | Markko Märtin Michael Park |
|                     |       |       |              |           |                                   |                  |                  | Markko Märtin Michael Park |
| Frazione 2 (15 giu) | PS7   | 08:35 | Bauxites 1   | 23,45 km  | Petter Solberg Phil Mills         | 14'00"4          | 100,45 km/h      | Markko Märtin Michael Park |
| Frazione 2 (15 giu) | PS8   | 09:58 | Drosohori 1  | 28,68 km  | Markko Märtin Michael Park        | 23'27"2          | 73,37 km/h       | Markko Märtin Michael Park |
| Frazione 2 (15 giu) | PS9   | 11:56 | Elatia 1     | 37,16 km  | Richard Burns Robert Reid         | 24'12"6          | 92,09 km/h       | Colin McRae Nicky Grist    |
| Frazione 2 (15 giu) | PS10  | 13:09 | Mendenitsa 1 | 17,34 km  | prova cancellata                  | prova cancellata | prova cancellata | Colin McRae Nicky Grist    |
| Frazione 2 (15 giu) | PS11  | 15:34 | Bauxites 2   | 23,45 km  | Petter Solberg Phil Mills         | 13'44"8          | 102,35 km/h      | Colin McRae Nicky Grist    |
| Frazione 2 (15 giu) | PS12  | 16:57 | Drosohori 2  | 28,68 km  | Markko Märtin Michael Park        | 23'07"8          | 74,40 km/h       | Colin McRae Nicky Grist    |
|                     |       |       |              |           |                                   |                  |                  | Colin McRae Nicky Grist    |
| Frazione 3 (16 giu) | PS13  | 08:58 | Inohori 2    | 23,00 km  | Marcus Grönholm Timo Rautiainen   | 17'35"2          | 78,47 km/h       | Colin McRae Nicky Grist    |
| Frazione 3 (16 giu) | PS14  | 10:16 | Karoutes 2   | 18,89 km  | Marcus Grönholm Timo Rautiainen   | 11'39"9          | 97,16 km/h       | Colin McRae Nicky Grist    |
| Frazione 3 (16 giu) | PS15  | 12:49 | Elatia 2     | 37,16 km  | Marcus Grönholm Timo Rautiainen   | 23'59"9          | 92,91 km/h       | Colin McRae Nicky Grist    |
| Frazione 3 (16 giu) | PS16  | 14:02 | Mendenitsa 2 | 17,34 km  | Harri Rovanperä Risto Pietiläinen | 11'04"4          | 94,01 km/h       | Colin McRae Nicky Grist    |

## Classifiche mondiali
Classifica piloti
| Pos. | Pos. | Pilota            | Punti |
| ---- | ---- | ----------------- | ----- |
| 1    |      | Marcus Grönholm   | 37    |
| 2    | 1    | Carlos Sainz      | 23    |
| 3    | 1    | Gilles Panizzi    | 20    |
| 4    | 3    | Colin McRae       | 20    |
| 5    | 1    | Richard Burns     | 19    |
| 6    |      | Petter Solberg    | 15    |
| 7    | 2    | Tommi Mäkinen     | 14    |
| 8    |      | Harri Rovanperä   | 12    |
| 9    |      | Philippe Bugalski | 7     |
| 10   |      | Sébastien Loeb    | 6     |
| 11   |      | Markko Märtin     | 4     |
| 12   |      | Alister McRae     | 2     |
| 13   |      | Toni Gardemeister | 2     |
| 14   |      | Kenneth Eriksson  | 1     |

Classifica costruttori WRC
| Pos. | Pos. | Squadra                      | Punti |
| ---- | ---- | ---------------------------- | ----- |
| 1    |      | Peugeot Total                | 77    |
| 2    |      | Ford Rallye Sport            | 55    |
| 3    |      | 555 Subaru WRT               | 35    |
| 4    |      | Marlboro Mitsubishi Ralliart | 6     |
| 5    |      | Škoda Motorsport             | 5     |
| 6    |      | Hyundai Castrol WRT          | 4     |